# Ескуріаль
Ескуріаль (ісп. Escurial) — муніципалітет в Іспанії, у складі автономної спільноти Естремадура, у провінції Касерес. Населення — 833 особи (2010).
Муніципалітет розташований на відстані близько 230 км на південний захід від Мадрида, 55 км на південний схід від Касереса.

## Демографія
Динаміка населення (INE ):